# Eliasz Arciszewski Młodszy
Eliasz Arciszewski (ur. w 1590 w Rogalinie lub Śmiglu, zm. 1647) – żołnierz, działacz polityczny, teolog i obrońca braci polskich.

## Pochodzenie
Był najprawdopodobniej drugim synem Eliasza Arciszewskiego i jego żony Heleny z Zakrzewskich. Miał dwóch braci – Krzysztofa (słynnego żołnierza) i Bogusława, oraz kilka sióstr.
Rodzina Arciszewskich była bardzo związana z wyznaniem braci polskich – jego kuzynem był wybitny teolog tego wyznania Jonasz Szlichtyng. Ojciec Eliasz uczynił z posiadanego Śmigla jego główną siedzibę w Wielkopolsce, sam będąc kaznodzieją i pastorem tamtejszego zboru.
O ile wiadomo, Eliasz Młodszy sam nie założył rodziny.

## Życiorys i działalność polityczno-wojskowa
Nauki pobierał w Gimnazjum Rakowskim, a potem na dworze Krzysztofa II Radziwiłła.
Eliasz Arciszewski Senior był kiepskim gospodarzem i doprowadził do zadłużenia majątku u współwyznawcy Kacpra Jaruzela Brzeźnickiego. Gdy w 1623 roku wyniku procesów sądowych Śmigiel na własność przejął Brzeźnicki, Eliasz razem z bratem urządzili na niego zasadzkę, w wyniku której Brzeźnicki zginął. Synod braci polskich ekskomunikował obu braci, którzy skazani za zabójstwo uciekli z Rzeczypospolitej.
Obaj bracia udali się do Republiki Niderlandów, skąd jednak Eliasz Młodszy wyjechał po kilku miesiącach. Powrócił do Polski, gdzie próbował doprowadzić do ugody z wdową po Brzeźnickim (katoliczką), która doprowadziła do upadku zborów braci polskich i luterańskiego w tym mieście.
W 1627 roku zaciągnął się do wojska duńskiego. Do Polski powrócił w 1632 roku i wziął udział w kampanii smoleńskiej i wojnie polsko-rosyjskiej. Potem związał się z hetmanem Stanisławem Koniecpolskim, znanym z osobistej tolerancji wyznaniowej. Pod jego dowództwem walczył z Tatarami, biorąc udział m.in. w bitwie pod Ochmatowem. W 1637 roku posłował z ramienia Władysława IV do króla Danii Chrystiana III, a w 1642 roku do Niderlandów.

## Działalność teologiczna
Początkowo raczej nie przejawiał zainteresowań religijnych, brat Krzysztof pisał o jego gwałtownym i okrutnym charakterze. Sam Eliasz pisał, że nie należał do żadnego wyznania.
Około 1644 roku, jak sam pisał, pod wpływem „zawiści kleru” opuścił dwór królewski, doszło do niego do przemiany duchowej i ponownie nawiązał kontakt z kościołem swoich rodziców. W 1649 roku wydał polemiczną broszurę Scriptum Cuiusdam Ill. Equitis Polonii Aulici Regi, quo Regi ipsi rationem reddit conscientiae suae, quod relictis aliis religionibus uni, quam vocant, Arianicae se addixerit, w której poddał krytyce katolicyzm oraz luteranizm i kalwinizm, biorąc w obronę doktrynę braci polskich, która jego zdaniem niesłusznie spotyka się z powszechnym potępieniem i jest tak naprawdę najbliższa katolickiej.
Jego dzieło, wydane anonimowo w małym nakładzie, zostało wymienione z nim jako autorem z imienia i nazwiska w 1684 roku w Bibliotheca Antitrinitariourm.